# Гарсиа Берналь, Гаэль
Гаэ́ль Гарси́а Берна́ль (исп. Gael García Bernal, род. 30 ноября 1978, Гвадалахара) — мексиканский актёр, получил известность после ролей Даниэля в телесериале Дедушка и я (1992), а также в драме Алехандро Гонса́леса Инья́рриту «Сука любовь» (2000).

## Биография
Родился 30 ноября 1978 года в Гвадалахаре, Халиско, Мексика. Мать Гаэля — Патрисия Берналь — актриса, в прошлом модель; отец — Хосе Анхель Гарсиа — актёр и режиссёр. Родители Гаэля играли на различных театральных сценах Мексики. У Гаэля есть два младших брата и сестра. Его родители развелись, когда Гаэль был ещё маленьким, и его мать снова вышла замуж за Серхио Ясбека.
В 15-летнем возрасте принимал участие в мирных демонстрациях в поддержку сапатистского восстания в штате Чьяпас.
Изучал философию в Национальном автономном университете Мексики, но вскоре решил взять творческий отпуск, чтобы путешествовать по Европе. Затем он переехал в Лондон и обучался в Центральной школе сценической речи и драматического искусства (1995—1997) — первый мексиканец, принятый в этот престижный европейский вуз.

## Карьера
С раннего детства Гаэль стал играть на театральной сцене и сниматься в телесериалах. В 1989 году маленький актёр исполнил роль Пелуче в многосерийной теленовелле «Тереза» (1989—1991), а в 1992 году сыграл Даниэля в сериале «Дедушка и я».
В 1996 году Берналь сыграл Мартина в ленте уругвайского режиссёра Антонио Уррутио «Изнутри, сердце», который номинировался на «Оскар» как лучший короткометражный фильм. Звездой мирового уровня Гаэля сделали фильмы мексиканских режиссёров Алехандро Гонсалеса Иньярриту «Сука любовь» (2000) и Альфонсо Куарона «И твою маму тоже» (2001).
Помимо испанского, Берналь свободно владеет английским, португальским, французским и итальянским языками. Успех Берналю принесли роли падре Амаро в фильме «Тайна отца Амаро» (2002), Эрнесто Че Гевары в картинах «Че Гевара: Дневники мотоциклиста» (2004) и «Куба либре» (2002, режиссёр Дэвид Эттвуд), Анхеля в «Дурном воспитании» (2004) Педро Альмодовара, Стефана в ленте французского режиссёра Мишеля Гондри «Наука сна» (2006).
В 2005 году Гаэль вместе со своим другом киноактёром Диего Луна и продюсером Пабло Крусом основал продюсерскую кинофирму «Канано филмс». Берналь выступает как сценарист и продюсер фильмов. В 2007 году состоялся режиссёрский дебют Берналя — фильм «Дефицит», в котором актёр исполнил главную роль Кристобаля.
В 2010 году Берналь в качестве режиссёра начал съёмки документального фильма о мигрантах из Центральной Америки и их трудном пути через мексиканские штаты Чьяпас и Оахака в США.
В 2014 году вошёл в состав жюри 67-го Каннского кинофестиваля.
В 2016 году журнал Time включил Берналя в ежегодный список самых влиятельных людей года Time 100.
В 2020 году газета The New York Times поставила его на 25-е место в своем списке 25 величайших актеров XXI века.

## Личная жизнь
С 2008 по 2014 год Гарсиа Берналь состоял в отношениях с аргентинской актрисой Долорес Фонси. Вопреки сообщением прессы, он заявил, что они не были женаты. У них есть двое детей — сын Лазаро Гарсиа Фонси (род. 8 января 2009) и дочь Либертад Гарсиа Фонси (род. 4 апреля 2011).
В июле 2021 года стало известно, что Гарсиа Берналь и его девушка Фернанда Арагонес ждут появления своего первого совместного ребенка.

## Фильмография
| Год       | Название на русском              | Оригинальное название     | Роль                                    |
| --------- | -------------------------------- | ------------------------- | --------------------------------------- |
| 2000      | Сука любовь                      | Amores perros             | Октавио                                 |
| 2001      | И твою маму тоже                 | Y tu mamá también         | Хулио Сапата                            |
| 2001      | Частная жизнь                    | Vidas privadas            | Густаво Бертолини                       |
| 2001      | Нет вестей от Бога               | Sin noticias de Dios      | Девенпорт                               |
| 2002      | Тайна отца Амаро                 | El crimen del Padre Amaro | отец Амаро                              |
| 2002      | Я и Люси                         | I’m with Lucy             | Габриэль                                |
| 2002      | «Куба либре»                     | Fidel                     | Че Гевара                               |
| 2003      | Точки над i                      | Dot the i                 | Кит                                     |
| 2003      | Мечтая о Джулии                  | Dreaming of Julia         | Рики                                    |
| 2004      | Че Гевара: Дневники мотоциклиста | The Motorcycle Diaries    | Че Гевара                               |
| 2004      | Дурное воспитание                | La mala educación         | Анхель / Хуан                           |
| 2005      | Король                           | The King                  | Элвис                                   |
| 2005      | Наука сна                        | La science des rêves      | Стефан                                  |
| 2006      | Вавилон                          | Babel                     | Сантьяго                                |
| 2006      | Тото                             | Toto                      | —                                       |
| 2006      | Я твой фанат (сериал)            | Soy tu fan                | Эмилио                                  |
| 2007      | Дефицит                          | Déficit                   | Кристобаль (также сценарист и режиссёр) |
| 2007      | La Santa Muerte                  | La Santa Muerte           | Рассказчик                              |
| 2007      | Прошлое                          | El Pasado                 | Римини                                  |
| 2008      | Слепота                          | Blindness                 | Король Третьей Палаты                   |
| 2008      | Рудо и Курси                     | Rudo y Cursi              | Тото                                    |
| 2009      | Мамонт                           | Mammoth                   | Лео                                     |
| 2009      | Пределы контроля                 | The Limits of Control     | Мексиканец                              |
| 2009      | Педро Парамо                     | Pedro Páramo              | Педро Парамо                            |
| 2010      | Письма к Джульетте               | Letters to Juliet         | Виктор                                  |
| 2010      | Они продают даже дождь           | También La Lluvia         | Себастьян                               |
| 2011      | Главное — не бояться!            | A Little Bit of Heaven    | Джулиан                                 |
| 2011      | Самая одинокая планета           | The loneliest planet      | Алекс                                   |
| 2011      | Жалею, что не говорил            | Regret Not Speaking       | —                                       |
| 2012      | Дом моего отца                   | Casa de Mi Padre          | Онса                                    |
| 2012      | Нет                              | No                        | Рене Сааведра                           |
| 2014      | Розовая вода                     | Rosewater                 | Мазиар Бахари                           |
| 2014      | Хозяин джунглей                  | El Ardor                  | Кай                                     |
| 2014—2018 | Моцарт в джунглях                | Mozart in the Jungle      | Родриго де Суза                         |
| 2015      | Пустой класс                     | El Aula Vacía             | —                                       |
| 2015      |                                  | Zoom                      | Эдвард                                  |
| 2015      | Пустыня                          | Desierto                  | Мойзес                                  |
| 2015      | Эва не спит                      | Eva no duerme             | Адмирал Эмилио Эдуардо                  |
| 2016      | Пустынные города                 | Ciudades Desiertas        | Элихио                                  |
| 2016      | Неруда                           | Neruda                    | Оскар                                   |
| 2016      | Соль и пламя                     | Salt and Fire             | доктор Фабио Кавани                     |
| 2016      | Сусана, ты меня убиваешь         | Me estás matando Susana   | Элихио                                  |
| 2017      | Тайна Коко                       | Coco                      | Гектор                                  |
| 2018      | Музей                            | Museo                     | Хуан                                    |
| 2018      | Воспитательница                  | The Kindergarten Teacher  | Саймон                                  |
| 2018      | Обвиняемая                       | Acusada                   | Марио Эльмо                             |
| 2019      | Эма                              | Ema                       |                                         |
| 2019      | Афера в Майами                   | Wasp Network              | Херардо Эрнандес / Мануэль Вирамонтес   |
| 2021      | Время                            | Old                       | Джек                                    |
| 2022      | Ночной оборотень                 | Werewolf by Night         | Джек Рассел / Ночной оборотень          |
| 2024      | Машина                           | La Máquina                | Эстебан (Машина) Осуна                  |
| 2025      | Холланд                          | Holland                   |                                         |